# Guy Haimov
Guy Haimov (in ebraico גיא חיימוב‎?; Holon, 15 novembre 1985) è un ex calciatore israeliano, di ruolo portiere.

## Statistiche

### Cronologia presenze e reti in nazionale
| Cronologia completa delle presenze e delle reti in nazionale ― Israele | Cronologia completa delle presenze e delle reti in nazionale ― Israele | Cronologia completa delle presenze e delle reti in nazionale ― Israele | Cronologia completa delle presenze e delle reti in nazionale ― Israele | Cronologia completa delle presenze e delle reti in nazionale ― Israele | Cronologia completa delle presenze e delle reti in nazionale ― Israele | Cronologia completa delle presenze e delle reti in nazionale ― Israele | Cronologia completa delle presenze e delle reti in nazionale ― Israele |
| Data                                                                   | Città                                                                  | In casa                                                                | Risultato                                                              | Ospiti                                                                 | Competizione                                                           | Reti                                                                   | Note                                                                   |
| ---------------------------------------------------------------------- | ---------------------------------------------------------------------- | ---------------------------------------------------------------------- | ---------------------------------------------------------------------- | ---------------------------------------------------------------------- | ---------------------------------------------------------------------- | ---------------------------------------------------------------------- | ---------------------------------------------------------------------- |
| 6-9-2011                                                               | Zagabria                                                               | Croazia                                                                | 3 – 1                                                                  | Israele                                                                | Qual. Euro 2012                                                        | -3                                                                     | 46’                                                                    |
| 7-9-2018                                                               | Elbasan                                                                | Albania                                                                | 1 – 0                                                                  | Israele                                                                | UEFA Nations League 2018-2019 - 1º turno                               | -1                                                                     |                                                                        |
| 11-9-2018                                                              | Belfast                                                                | Irlanda del Nord                                                       | 3 – 0                                                                  | Israele                                                                | Amichevole                                                             | -3                                                                     |                                                                        |
| Totale                                                                 |                                                                        | Presenze                                                               | 3                                                                      |                                                                        | Reti                                                                   | -7                                                                     |                                                                        |

## Palmarès

### Club

#### Competizioni nazionali
- Campionato israeliano: 2

Hapoel Be'er Sheva: 2016-2017, 2017-2018
- Coppa Toto: 2

Ironi Kiryat Shmona: 2010-2011
Hapoel Be'er Sheva: 2016-2017
- Coppa d'Israele: 1

Ironi Kiryat Shmona: 2013-2014
- Supercoppa d'Israele: 3

Ironi Kiryat Shmona: 2015
Hapoel Be'er Sheva: 2016, 2017